# Saint-Martin-le-Mault
Saint-Martin-le-Mault ist eine französische französische Gemeinde im Département Haute-Vienne in der Region Nouvelle-Aquitaine. Sie gehört zum Arrondissement Bellac und zum Kanton Châteauponsac. 

## Geografie
Saint-Martin-le-Mault ist die nördlichste Gemeinde des Départements Haute-Vienne. Sie liegt an der Grenze zum Département Indre, 20 Kilometer nördlich von Bellac. Sie grenzt im Nordosten an Bonneuil, im Osten und Südosten an Jouac, im Südwesten und Westen an Lussac-les-Églises und im Nordwesten an Tilly.

## Bevölkerungsentwicklung
| Jahr                       | 1962 | 1968 | 1975 | 1982 | 1990 | 1999 | 2008 | 2013 | 2020 |
| Einwohner                  | 239  | 210  | 202  | 179  | 159  | 127  | 126  | 114  | 141  |
| Quellen: Cassini und INSEE |      |      |      |      |      |      |      |      |      |

## Sehenswürdigkeiten

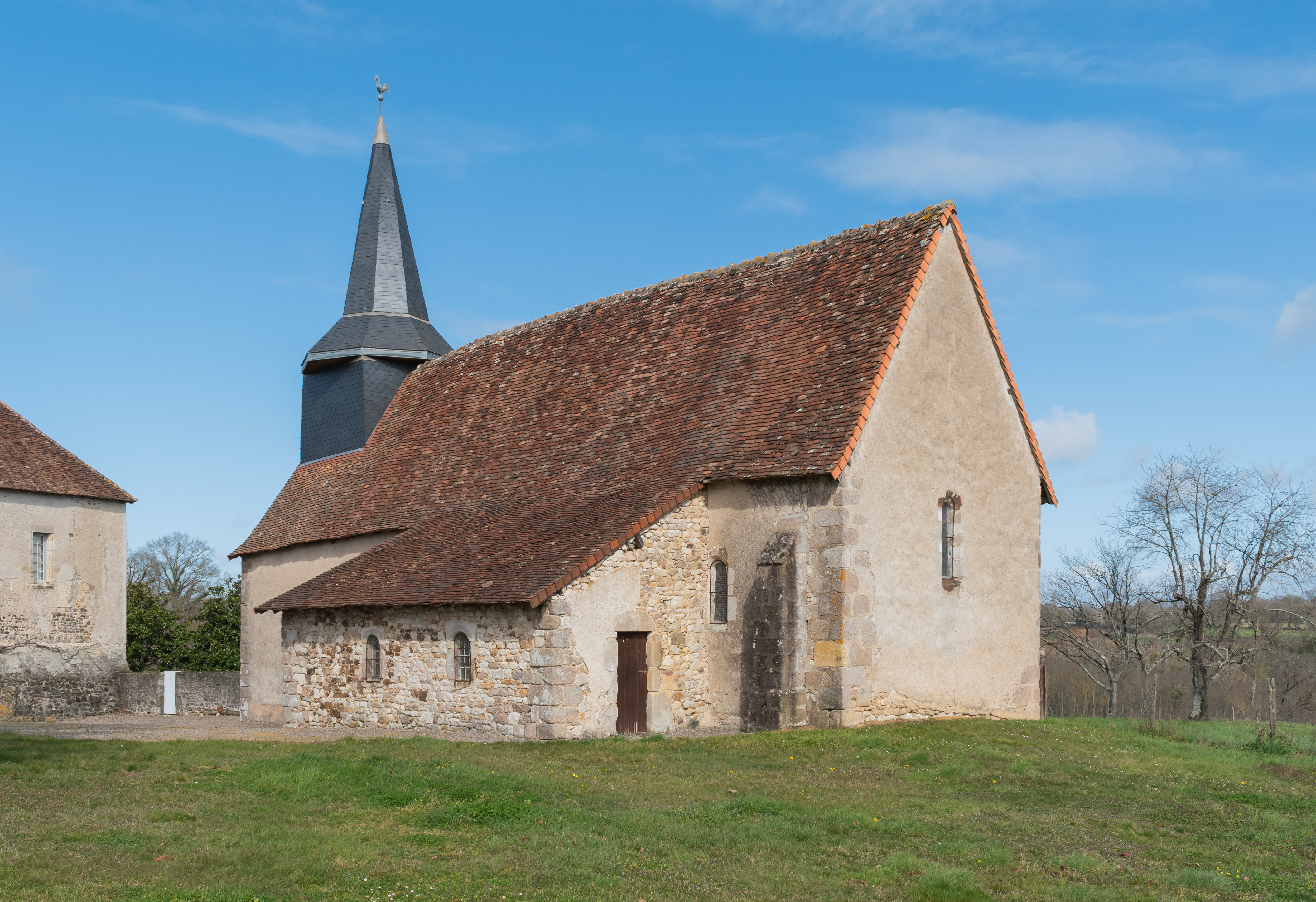
Kirche Saint-Martin
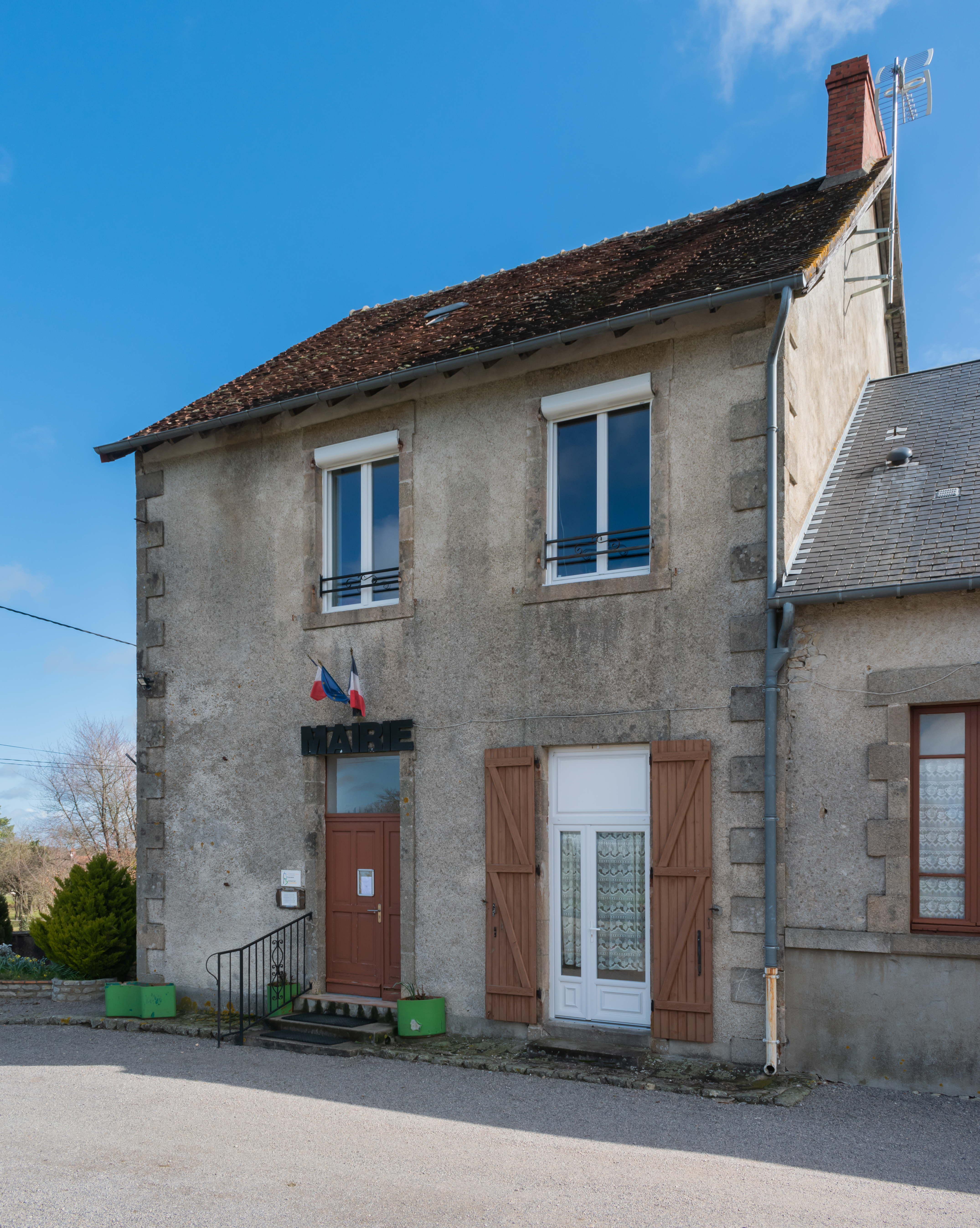
Rathaus (mairie)
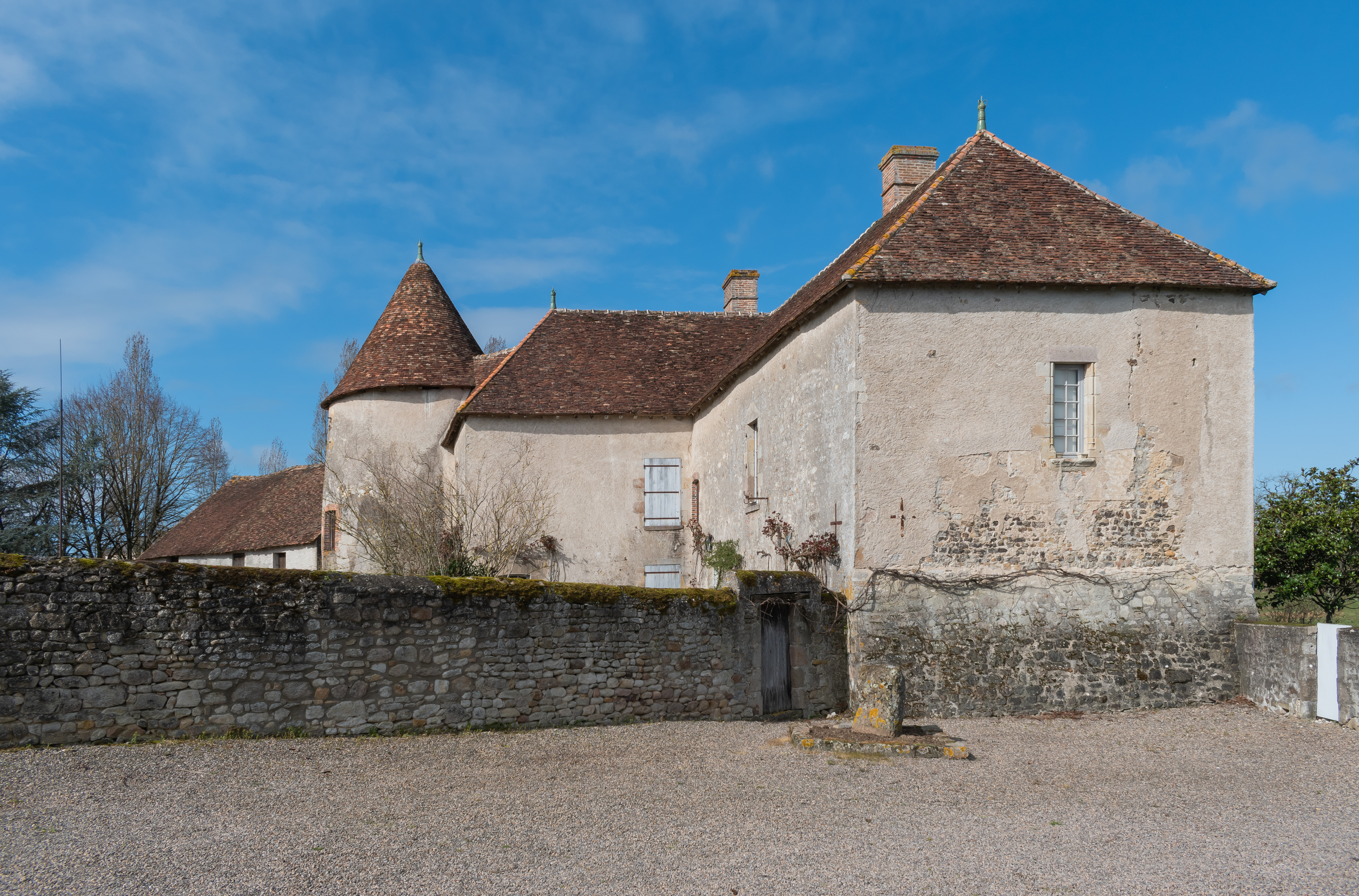
Herrenhaus

- Kirche Saint-Martin
- Rathaus (mairie)
- Herrenhaus